# Omloppsbanefärd

Enligt teorin om Isaac Newtons kanonkula måste farkosten få upp rätt fart för att gå in omloppsbana.

En omloppsbanefärd är en rymdfärd där farkosten skjuts ut i omloppsbana runt en himlakropp.

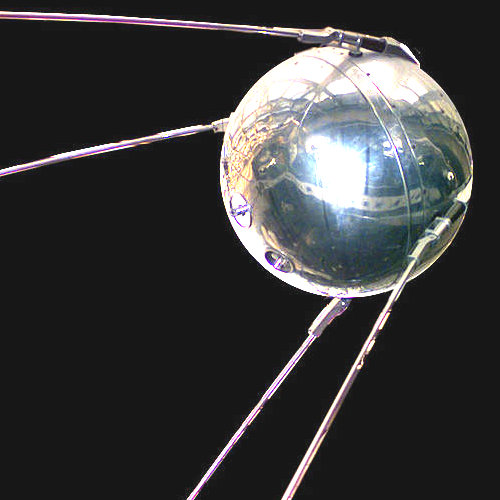
Sputnik 1 blev i oktober 1957 första farkosten i omloppsbanefärd.

Den första rymdfarkosten att färdas i omloppbana runt Jorden var Sputnik 1, som sköts iväg den 4 oktober 1957. Den första bemannade omloppsbanefärden gjordes den 12 april 1961 då Jurij Gagarin åkte med Vostok 1. medan Valentina Teresjkova den 16 juni 1963 blev första kvinnan att genomföra en sådan färd, då hon åkte med Vostok 6.

### Fotnoter
1. ↑  Stefan Johansson (11 september 2007). ”50 år sedan Sputnik”. Allt om vetenskap. http://www.alltomvetenskap.se/nyheter/50-ar-sedan-sputnik. Läst 14 september 2014.
2. ↑  Anders Wallerius (9 december 2008). ”Människan i rymden”. Ny teknik. Arkiverad från originalet den 25 december 2010. https://web.archive.org/web/20101225050519/http://www.nyteknik.se/popular_teknik/adventskalender/article257732.ece. Läst 14 september 2014.